# Claudio Ranieri
Claudio Ranieri (20. říjen 1951, Řím, Itálie) je fotbalový trenér, bývalý fotbalový obránce. V sezóně 2015/16 vyhrál s Leicesterem senzačně Premier League. Má za sebou bohatou trenérskou kariéru, působil například v Neapoli, Valencii, Atléticu Madrid, Chelsea, Juventusu, Římě a Interu. Taktéž vedl řeckou reprezentaci. Od listopadu 2024 vede italský klub AS Řím.

## Hráčská kariéra
Jeho hráčská kariéra nebyla příliš pestrá, neboť působil pouze ve čtyřech klubech. Jeho první štací byl Řím, kde odehrál šest zápasů a poté se stěhoval do Catanzara. Tady odehrál za osm sezon 225 zápasů a dal 8 branek a poté přestoupil do Catanie, kde za dva roky vsítil jednu branku. Jeho další a poslední klub bylo Palermo, kde v roce 1986 ukončil kariéru. Celkem sedm sezon odehrál v Serii A.

## Hráčská statistika
| Sezóna              | Klub                | Liga                | Liga   | Liga | Ligové poháry | Ligové poháry | Ligové poháry | Kontinentální poháry | Kontinentální poháry | Kontinentální poháry | Celkem | Celkem |
| Sezóna              | Klub                | Soutěž              | Zápasy | Góly | Soutěž        | Zápasy        | Góly          | Soutěž               | Zápasy               | Góly                 | Zápasy | Góly   |
| ------------------- | ------------------- | ------------------- | ------ | ---- | ------------- | ------------- | ------------- | -------------------- | -------------------- | -------------------- | ------ | ------ |
| 1973/74             | Řím                 | Serie A             | 6      | 0    | IP            | 0             | 0             | -                    | 0                    | 0                    | 6      | 0      |
| 1974/75             | Catanzaro           | Serie B             | 37+1   | 2+0  | IP            | 4             | 1             | -                    | 0                    | 0                    | 42     | 3      |
| 1975/76             | Catanzaro           | Serie B             | 32     | 0    | IP            | 1             | 0             | -                    | 0                    | 0                    | 33     | 0      |
| 1976/77             | Catanzaro           | Serie A             | 28     | 1    | IP            | 3             | 0             | -                    | 0                    | 0                    | 31     | 1      |
| 1977/78             | Catanzaro           | Serie B             | 28     | 0    | IP            | 0             | 0             | -                    | 0                    | 0                    | 28     | 0      |
| 1978/79             | Catanzaro           | Serie A             | 27     | 2    | IP            | 8             | 2             | -                    | 0                    | 0                    | 35     | 4      |
| 1979/80             | Catanzaro           | Serie A             | 28     | 0    | IP            | 3             | 0             | -                    | 0                    | 0                    | 31     | 0      |
| 1980/81             | Catanzaro           | Serie A             | 27     | 1    | IP            | 3             | 1             | -                    | 0                    | 0                    | 30     | 2      |
| 1981/82             | Catanzaro           | Serie A             | 18     | 0    | IP            | 5             | 0             | -                    | 0                    | 0                    | 23     | 0      |
| Celkem za Catanzaro | Celkem za Catanzaro | Celkem za Catanzaro | 225+1  | 6    | -             | 25            | 4             | -                    | 0                    | 0                    | 251    | 10     |
| 1982/83             | Catania             | Serie B             | 32+2   | 1+0  | IP            | 5             | 0             | -                    | 0                    | 0                    | 39     | 1      |
| 1983/84             | Catania             | Serie A             | 30     | 0    | IP            | 0             | 0             | -                    | 0                    | 0                    | 30     | 0      |
| Celkem za Catania   | Celkem za Catania   | Celkem za Catania   | 62+2   | 1    | -             | 5             | 0             | -                    | 0                    | 0                    | 69     | 1      |
| 1984/85             | Palermo             | Serie C1            | 22     | 0    | IP            | 0             | 0             | -                    | 0                    | 0                    | 22     | 0      |
| 1985/86             | Palermo             | Serie B             | 18     | 0    | IP            | 5             | 0             | -                    | 0                    | 0                    | 23     | 0      |
| Celkem za Palermo   | Celkem za Palermo   | Celkem za Palermo   | 40     | 0    | -             | 5             | 0             | -                    | 0                    | 0                    | 45     | 0      |
| Celkově             | Celkově             | Celkově             | 336    | 7    | -             | 35            | 4             | -                    | 0                    | 0                    | 371    | 11     |

## Trenérská kariéra
Jako začínající trenér začal trénovat italskou Campaniu a Cagliari. V posledním jmenovaném klubu strávil tři roky a poté se přestěhoval do Neapole, i přes jeho veškeré snažení se nepodařilo Neapoli umístit lépe než na čtvrté příčce a tak se znova bývalý italský obránce musel po dvou letech přestěhovat. Nabídka přišla z Fiorentiny, která v roce 1993 hrála druhou ligu, tedy Serii B. Za čtyři roky, které zde strávil, dokázal Fiorentinu vrátit na vrchol. Nejenže vyhrál Serii B a tím pádem se "Viola" (jak se klubu přezdívá) dostala do první ligy, ale i Italský pohár (v roce 1996) a Superpohár.
V roce 1997 se Ranieri přestěhoval do Španělska, aby převzal Valencii. S tou vyhrál Copa del Rey (španělský pohár) a UEFA Intertoto Cup. Ve Valencii vydržel znovu 2 roky a za tu dobu také dostal klub na výsluní. Claudio ve Španělsku zůstal, jeho pomoc potřebovalo Atlético Madrid, ale Atletico v sezóně sestupovalo a Ranieri musel jít pryč. I přes nezdar v Atleticu si Ranieriho najala Chelsea FC, kterou trénoval čtyři roky. Ovšem i s hvězdami jako jsou Emmanuel Petit, William Gallas, Frank Lampard, Boudewijn Zenden, John Terry, Damien Duff, Claude Makélélé, Adrian Mutu, Juan Sebastián Verón, Hernán Crespo nedokázal v Chelsea nic za čtyři roky vyhrát, přičemž v roce 2003 ji koupil Roman Abramovič, který do klubu hodně investoval. V roce 2004 tedy už Cheslea došla trpělivost a italského trenéra vyhodila a nahradila jej portugalským úspěšným koučem José Mourinhem. Ranieri v září 2004 vydal knížku s názvem „Proud Man Walking,“ která zaznamenala jeho poslední rok v Londýně. Výtěžek šel pak na London's Great Ormond Street Hospital.
8. června 2004 se Claudio vrátil do Valencie, kde převzal tým po Rafaeli Benítezovi (který s ní vyhrál pohár UEFA a odešel do Liverpoolu). První rok se italskému kouči dařilo, vyhrál UEFA Super Cup a sezóna také nebyla vůbec špatná, i když na první místo to nestačilo. Ovšem začátek nové sezóny se Valencii moc nepodařil a vyřazení z Ligy mistrů a následně špatné umístění v tabulce přimělo vedení Valencie 25. února 2005 Ranieriho propustit.
Po dvou roční pauze od trénování se Ranieri ujal Parmy, se kterou nevydržel ani rok. Začátek sezóny se sice povedl, ale forma mužstva šla dolů poté, co Parma prohrála 4:1 s Messinou.
Ještě v témže roce převzal Juventus FC a podepsal smlouvu na tři roky. Do "Staré dámy" k němu přišel Vincenzo Iaquinta a Zdeněk Grygera. Po korupčním skandálu, který propukl v Itálii, dostal Juventus zpět do první ligy.
V Turíně také nedodržel smlouvu a 1. září 2009 se stěhoval do Říma, kde nahradil Luciana Spallettiho. Ovšem AS Řím se pod jeho vedením také moc nedařilo a 20. února 2011 po špatné sérii výsledků odstupuje z funkce manažera.
22. září 2011 byl Ranieri jmenován novým trenérem Interu Milán místo Gian Piera Gasperiniho, který byl propuštěn za špatné výkony. Debut se italskému trenérovi vydařil, na hřišti Bologni FC černomodří vyhráli 1:3.
V letech 2012–2014 vedl francouzské Monako, s nímž dokázal v první sezoně vyhrát druhou francouzskou ligu a v příštím roce se umístil na druhém místě ve francouzské Ligue 1. Klub s ním ale neprodloužil smlouvu. Na podzim 2014 krátce vedl reprezentaci Řecka.
Od roku 2015 je hlavním trenérem anglického Leicesteru, s nímž v sezoně 2015/16 anglické ligy senzačně vyhrál první titul v historii klubu a dovedl ho také poprvé do Ligy mistrů. V následující sezóně se mu však příliš nedařilo a 23. února 2017 byl z Leicestru vyhozen.

## Trenérská statistika

### Klubové
| Sezóna  | Klub               | Liga             | Liga   | Liga  | Liga   | Liga   | Liga                        | Národní poháry | Národní poháry | Národní poháry | Národní poháry | Národní poháry | Národní poháry          | Kontinentální poháry | Kontinentální poháry | Kontinentální poháry | Kontinentální poháry | Kontinentální poháry | Kontinentální poháry | Celkem | Celkem | Celkem | Celkem |
| Sezóna  | Klub               | Soutěž           | Zápasy | Výhry | Remízy | Prohry | Umístění                    | Soutěž         | Zápasy         | Výhry          | Remízy         | Prohry         | Úspěch                  | Soutěž               | Zápasy               | Výhry                | Remízy               | Prohry               | Úspěch               | Zápasy | Výhry  | Remízy | Prohry |
| ------- | ------------------ | ---------------- | ------ | ----- | ------ | ------ | --------------------------- | -------------- | -------------- | -------------- | -------------- | -------------- | ----------------------- | -------------------- | -------------------- | -------------------- | -------------------- | -------------------- | -------------------- | ------ | ------ | ------ | ------ |
| 1986/87 | Vigor Lamezia      | Interregionale   | 30     | 21    | 8      | 1      | 1. místo (postup)           | -              | 0              | 0              | 0              | 0              | -                       | -                    | 0                    | 0                    | 0                    | 0                    | -                    | 30     | 21     | 8      | 1      |
| 1987/88 | Campania Puteolana | Serie C1         | 22     | 4     | 7      | 11     | 17. místo (sestup)          | -              | 0              | 0              | 0              | 0              | -                       | -                    | 0                    | 0                    | 0                    | 0                    | -                    | 22     | 4      | 7      | 11     |
| 1988/89 | Cagliari           | Serie C1         | 34     | 16    | 13     | 5      | 1. místo (postup)           | -              | 5              | 3              | 0              | 2              | -                       | -                    | 0                    | 0                    | 0                    | 0                    | -                    | 34     | 16     | 13     | 5      |
| 1989/90 | Cagliari           | Serie B          | 38     | 17    | 13     | 8      | 3. místo (postup)           | IP             | 1              | 0              | 0              | 1              | -                       | -                    | 0                    | 0                    | 0                    | 0                    | -                    | 39     | 17     | 13     | 9      |
| 1990/91 | Cagliari           | Serie A          | 38     | 6     | 17     | 11     | 14. místo                   | IP             | 2              | 0              | 0              | 2              | -                       | -                    | 0                    | 0                    | 0                    | 0                    | -                    | 36     | 6      | 17     | 13     |
| 1991/92 | Neapol             | Serie A          | 34     | 15    | 12     | 7      | 4. místo                    | IP             | 4              | 2              | 1              | 1              | Osmifinále              | -                    | 0                    | 0                    | 0                    | 0                    | -                    | 38     | 17     | 13     | 8      |
| 1992    | Neapol             | Serie A          | 9      | 2     | 2      | 5      | Propuštěn v lis.            | IP             | 4              | 4              | 0              | 0              | -                       | PU                   | 4                    | 2                    | 1                    | 1                    | -                    | 17     | 8      | 3      | 6      |
| 1993/94 | Fiorentina         | Serie B          | 38     | 17    | 16     | 5      | 1. místo (postup)           | IP             | 5              | 2              | 2              | 1              | Osmifinále              | -                    | 0                    | 0                    | 0                    | 0                    | -                    | 43     | 19     | 18     | 6      |
| 1994/95 | Fiorentina         | Serie A          | 34     | 12    | 11     | 11     | 10. místo                   | IP             | 6              | 2              | 2              | 2              | Čtvrtfinále             | -                    | 0                    | 0                    | 0                    | 0                    | -                    | 40     | 14     | 13     | 13     |
| 1995/96 | Fiorentina         | Serie A          | 34     | 17    | 8      | 9      | 4. místo                    | IP             | 8              | 8              | 0              | 0              |                         | -                    | 0                    | 0                    | 0                    | 0                    | -                    | 42     | 25     | 8      | 9      |
| 1996/97 | Fiorentina         | Serie A          | 34     | 10    | 15     | 9      | 9. místo                    | IP+IS          | 2              | 1              | 0              | 1              |                         | PVP                  | 4                    | 2                    | 1                    | 1                    | Semifinále           | 45     | 15     | 18     | 12     |
| 1997/98 | Valencia           | Primera División | 35     | 16    | 7      | 12     | 9. místo                    | ŠP             | 6              | 3              | 1              | 2              | Osmifinále              | -                    | 0                    | 0                    | 0                    | 0                    | -                    | 41     | 19     | 8      | 14     |
| 1998/99 | Valencia           | Primera División | 38     | 19    | 8      | 11     | 4. místo                    | ŠP             | 7              | 6              | 0              | 1              |                         | Int.+PU              | 6+4                  | 5+2                  | 0+2                  | 1+0                  | -                    | 55     | 32     | 10     | 13     |
| 1999/00 | Atlético Madrid    | Primera División | 26     | 8     | 6      | 12     | Propuštěn v bře.            | ŠP             | 6              | 3              | 3              | 0              | -                       | PU                   | 7                    | 5                    | 1                    | 1                    | -                    | 39     | 16     | 10     | 13     |
| 2000/01 | Chelsea            | Premier League   | 32     | 16    | 7      | 9      | Nastoupil v září 6. místo   | AP+ALP         | 3+1            | 2+0            | 0              | 1+1            | -                       | PU                   | 1                    | 0                    | 0                    | 1                    | -                    | 37     | 18     | 7      | 12     |
| 2001/02 | Chelsea            | Premier League   | 38     | 17    | 13     | 8      | 6. místo                    | AP+ALP         | 8+5            | 5+4            | 2+0            | 1+1            | +Semifinále             | PU                   | 4                    | 2                    | 1                    | 1                    | -                    | 55     | 28     | 16     | 11     |
| 2002/03 | Chelsea            | Premier League   | 38     | 19    | 10     | 9      | 4. místo                    | AP+ALP         | 5+3            | 3+2            | 1+0            | 1+1            | Čtvrtfinále+Čtvrtfinále | PU                   | 2                    | 1                    | 0                    | 1                    | -                    | 48     | 25     | 11     | 12     |
| 2003/04 | Chelsea            | Premier League   | 38     | 24    | 7      | 7      | Stříbrná medaile            | AP+ALP         | 4+3            | 2+2            | 1+0            | 1+1            | -                       | LM                   | 14                   | 8                    | 4                    | 2                    | Semifinále           | 59     | 36     | 12     | 11     |
| 2004/05 | Valencia           | Primera División | 24     | 10    | 8      | 6      | Propuštěn v únoru           | ŠP+ŠS          | 1+2            | 0+1            | 0+0            | 1+1            | -                       | LM+PU                | 6+2+1                | 2+1+1                | 1+0+0                | 3+1+0                |                      | 36     | 15     | 9      | 12     |
| 2007    | Parma              | Serie A          | 16     | 7     | 6      | 3      | Nastoupil v únoru 12. místo | -              | 0              | 0              | 0              | 0              | -                       | PU                   | 2                    | 0                    | 0                    | 2                    | -                    | 18     | 7      | 6      | 5      |
| 2007/08 | Juventus           | Serie A          | 38     | 20    | 12     | 6      | Bronzová medaile            | IP             | 5              | 2              | 1              | 2              | -                       | -                    | 0                    | 0                    | 0                    | 0                    | -                    | 43     | 22     | 13     | 8      |
| 2008/09 | Juventus           | Serie A          | 36     | 19    | 11     | 6      | Propuštěn v kvě.            | IP             | 4              | 1              | 1              | 2              | -                       | LM                   | 10                   | 4                    | 5                    | 1                    | -                    | 50     | 24     | 17     | 9      |
| 2009/10 | Řím                | Serie A          | 36     | 24    | 8      | 4      | Nastoupil v září ·          | IP             | 5              | 3              | 0              | 2              | Stříbrná medaile        | EL                   | 8                    | 4                    | 1                    | 3                    | -                    | 49     | 31     | 9      | 9      |
| 2010/11 | Řím                | Serie A          | 25     | 11    | 6      | 8      | Propuštěn v únoru           | IP+IS          | 2+1            | 2+0            | 0+0            | 0+1            | -                       | LM                   | 7                    | 3                    | 1                    | 3                    | -                    | 35     | 16     | 7      | 12     |
| 2011/12 | Inter              | Serie A          | 26     | 12    | 4      | 10     | Trenérem od září do břez.   | IP             | 2              | 1              | 0              | 1              | -                       | LM                   | 7                    | 4                    | 1                    | 2                    | -                    | 35     | 17     | 5      | 13     |
| 2012/13 | Monaco             | Ligue 2          | 38     | 21    | 13     | 4      | 1. místo (postup)           | FP+FLP         | 2+4            | 1+2            | 1+1            | 0+1            | -                       | -                    | 0                    | 0                    | 0                    | 0                    | -                    | 44     | 24     | 15     | 5      |
| 2013/14 | Monaco             | Ligue 1          | 38     | 23    | 11     | 4      | Stříbrná medaile            | FP+FLP         | 5+1            | 4+0            | 0+0            | 1+1            | -                       | -                    | 0                    | 0                    | 0                    | 0                    | -                    | 44     | 27     | 11     | 6      |
| 2015/16 | Leicester          | Premier League   | 38     | 23    | 12     | 3      |                             | AP+ALP         | 2+3            | 0+2            | 1+1            | 1+0            | -                       | -                    | 0                    | 0                    | 0                    | 0                    | -                    | 43     | 25     | 14     | 4      |
| 2016/17 | Leicester          | Premier League   | 25     | 5     | 6      | 14     | propuštěn v únoru           | AP+ALP+AS      | 7+1+1          | 2+0+0          | 1+0+0          | 1+1+1          | -                       | LM                   | 7                    | 4                    | 1                    | 2                    | -                    | 38     | 11     | 8      | 19     |
| 2017/18 | Nantes             | Ligue 1          | 14     | 10    | 14     | 4      | 9. místo                    | FP+FLP         | 2+1            | 1+0            | 0+0            | 1+1            | -                       | -                    | 0                    | 0                    | 0                    | 0                    | -                    | 41     | 15     | 10     | 16     |
| 2018/19 | Fulham             | Premier League   | 16     | 3     | 3      | 10     | Trenérem od lis. do února   | AP             | 1              | 0              | 0              | 1              | -                       | -                    | 0                    | 0                    | 0                    | 0                    | -                    | 17     | 3      | 3      | 11     |
| 2019    | Řím                | Serie A          | 12     | 6     | 4      | 2      | Nastoupil v břez. 6. místo  | -              | 0              | 0              | 0              | 0              | -                       | -                    | 0                    | 0                    | 0                    | 0                    | -                    | 12     | 6      | 4      | 2      |
| 2019/20 | Sampdoria          | Serie A          | 31     | 11    | 6      | 14     | Nastoupil v říj. 15. místo  | IP             | 1              | 0              | 0              | 1              | -                       | -                    | 0                    | 0                    | 0                    | 0                    | -                    | 32     | 11     | 6      | 15     |
| 2020/21 | Sampdoria          | Serie A          | 38     | 15    | 7      | 16     | 9. místo                    | IP             | 2              | 1              | 0              | 1              | -                       | -                    | 0                    | 0                    | 0                    | 0                    | -                    | 40     | 16     | 7      | 17     |
| 2021/22 | Watford            | Premier League   | 13     | 2     | 1      | 10     | Trenérem od říj. do led.    | ALP            | 1              | 0              | 0              | 1              | -                       | -                    | 0                    | 0                    | 0                    | 0                    | -                    | 14     | 2      | 1      | 11     |
| 2023    | Cagliari           | Serie B          | 19+5   | 9+3   | 8+2    | 2+0    | 5. místo (postup)           | -              | 0              | 0              | 0              | 0              | -                       | -                    | 0                    | 0                    | 0                    | 0                    | -                    | 24     | 12     | 10     | 2      |
| 2023/24 | Cagliari           | Serie A          | 38     | 8     | 12     | 18     | 16. místo                   | IP             | 3              | 2              | 0              | 1              | -                       | -                    | 0                    | 0                    | 0                    | 0                    | -                    | 41     | 10     | 12     | 19     |
| Celkově | Celkově            | Celkově          | 1136   | 502   | 330    | 303    | -                           | -              | 138            | 77             | 20             | 42             | -                       | -                    | 101                  | 51                   | 22                   | 28                   | -                    | 1376   | 630    | 372    | 374    |

### Reprezentační
| 2014   | Řecko  | Kvalifikace MS 2016 | Trenérem od 25.7. 2014 do 15.11. 2014 | 4 | 0 | 1 | 3 |
| Celkem | Celkem | Celkem              | Celkem                                | 4 | 0 | 1 | 3 |

## Trenérské úspěchy
Fiorentina
- 1× vítěz 2. italské ligy (1993/94)
- 1× vítěz italského poháru (1995/96)
- 1× vítěz italského superpoháru (1996)

Valencia
- 1× vítěz španělského poháru (1998/99)
- 1× vítěz Pohár Intertoto (1998)
- 1× vítěz evropského superpoháru (2004)

Leicester
- 1× vítěz 1. anglické ligy (2015/16)

Monaco
- 1× vítěz 2. francouzské ligy (2012/13)

Leicester
- 1× vítěz 1. anglické ligy (2015/16)

### Individuální
- 1× nejlepší trenér 1. italské ligy (2008)
- 1× nejlepší trenér 1. anglické ligy (2016)
- 1× Panchina d'oro (2016)
- 1× trenér roku podle World Soccer (2016)
- 1× trenér roku podle FIFA (2016)
- 1× trenér roku podle Gazzetta Sports Awards (2016)
- 1× Národní cena Enza Bearzota (2016)

V roce 2016 byl uveden do Síně slávy italského fotbalu.
V roce 2016 byl uveden do Golden Foot.

### Vyznamenání
Řád zásluh o Italskou republiku (20. 5. 2016) z podnětu Prezidenta Itálie
 Za sportovní zásluhy (9. 5. 2016)